# Zen Arcade
| Recensione     | Giudizio       |
| -------------- | -------------- |
| Piero Scaruffi |                |
| AllMusic       |                |
| Ondarock       | Pietra miliare |

Zen Arcade è il quarto album del gruppo hardcore punk statunitense Hüsker Dü, pubblicato nel 1984 dalla SST Records.
È generalmente considerato dalla critica uno dei dischi più importanti degli anni ottanta e dell'intera storia del rock, nonché uno dei più influenti dei generi hardcore punk e alternative rock.

## Il disco
Nel 1983, la band aveva pubblicato l'EP Metal Circus, il cui stile singolare (sempre radicato nel punk ma aperto alla melodia e alla sperimentazione, e con testi a carattere intimista) destò l'attenzione della SST Records, etichetta indipendente californiana interessata, soprattutto, alla produzione di gruppi hardcore punk fuori dagli schemi come i Black Flag e i Minutemen.
Nell'ottobre del 1983, la band entrò negli studi "Total Access" a Redondo Beach, per cominciare le registrazioni. L'album venne completato in meno di ottantacinque ore, anche perché la maggior parte dei brani furono registrati in presa diretta.
I brani presenti furono scritti in parte dal chitarrista Bob Mould, in parte dal batterista Grant Hart. Zen Arcade è un album doppio a sviluppo concept (due fattori piuttosto insoliti per un gruppo punk) che, a detta degli autori, tratta dell'alienazione adolescenziale raccontata dal punto di vista di un giovane qualsiasi; sono affrontati temi introspettivi come il rapporto con la famiglia e con il proprio ambiente sociale, la ricerca spirituale (Hare Krsna), la droga (Pink Turns to Blue) e l'inermità di fronte alla vita (Newest Industry). Tutto il disco è caratterizzato da una forte sperimentazione musicale e dalla volontà di aprire nuove strade nell'hardcore punk, commistionandolo con spunti melodici e psichedelici, e dimostrando che il sound aggressivo del punk può essere avvicinato a ballate acustiche (Never Talking to You Again) o a lunghe improvvisazioni psichedeliche (Reoccurring Dreams).
Venne pubblicato nel luglio del 1984, riscuotendo un discreto successo commerciale (ventimila copie vendute in meno di un anno), nonostante fosse prodotto da un'etichetta indipendente.
All'epoca della pubblicazione, l'album ricevette un ottimo riscontro di critica, venendo recensito anche su riviste importanti come New Musical Express e The New York Times.

## Tracce
1. Something I Learned Today - 1:58 (Bob Mould)
2. Broken Home, Broken Heart - 2:01 (Bob Mould)
3. Never Talking to You Again - 1:39 (Grant Hart)
4. Chartered Trips - 3:33 (Bob Mould)
5. Dreams Reoccurring - 1:40 (Grant Hart/Bob Mould/Greg Norton)
6. Indecision Time - 2:07 (Bob Mould)
7. Hare Krsna - 3:33 (Grant Hart/Bob Mould/Greg Norton)
8. Beyond the Threshold - 1:35 (Bob Mould)
9. Pride - 1:45 (Bob Mould)
10. I'll Never Forget You - 2:06 (Bob Mould)
11. The Biggest Lie - 1:58 (Bob Mould)
12. What's Going On - 4:23 (Grant Hart)
13. Masochism World - 2:43 (Grant Hart/Bob Mould)
14. Standing by the Sea - 3:12 (Grant Hart)
15. Somewhere - 2:30 (Grant Hart/Bob Mould)
16. One Step at a Time - 0:45 (Grant Hart/Bob Mould)
17. Pink Turns to Blue - 2:39 (Grant Hart)
18. Newest Industry - 3:02 (Bob Mould)
19. Monday Will Never Be the Same - 1:10 (Bob Mould)
20. Whatever - 3:50 (Bob Mould)
21. The Tooth Fairy and the Princess - 2:43 (Bob Mould)
22. Turn on the News - 4:21 (Grant Hart)
23. Reoccurring Dreams - 13:47 (Grant Hart/Bob Mould/Greg Norton)

## Formazione
- Bob Mould - voce, chitarre, pianoforte, basso, percussioni
- Grant Hart - voce, batteria, pianoforte, percussioni
- Greg Norton - basso, cori